# Хилс (Минесота)
Хилс (енгл. Hills) град је у америчкој савезној држави Минесота.

## Демографија
По попису из 2010. године број становника је 686, што је 121 (21,4%) становника више него 2000. године.
| Група             | 2000.       | 2010.       |
| Белци             | 560 (99,1%) | 667 (97,2%) |
| Афроамериканци    | 1 (0,2%)    | 3 (0,4%)    |
| Азијати           | 1 (0,2%)    | 1 (0,1%)    |
| Хиспаноамериканци | 2 (0,4%)    | 7 (1,0%)    |
| Укупно            | 565         | 686         |